# Pattuglia Bravo Two Zero
Pattuglia Bravo Two Zero (Bravo Two Zero) è un saggio scritto da Andy McNab ed edito per la prima volta nel Regno Unito nel 1993.
In Italia il libro è uscito nelle librerie nel 1997, ad opera dell'editore Longanesi.
Andy McNab, autore del libro, è lo pseudonimo dietro al quale si cela un ex-sottufficiale del SAS che fu il comandante della vera Pattuglia "Bravo Two Zero".
Nel libro viene minuziosamente narrata la vicenda di questa squadra di specialisti, dall'addestramento in Gran Bretagna alla sfortunata missione durante la Guerra del Golfo.

## Trama
Il 2 agosto 1990, a seguito dell'invasione dell'emirato del Kuwait ad opera del vicino Iraq governato da Saddam Hussein, la comunità internazionale dell'ONU si mobilita al fine di risolvere tale conflitto il prima possibile ed in maniera pacifica.
Dopo mesi di trattative fallite e mesi di preparazioni militari in quella che è divenuta nota come Operazione Desert Shield (Operazione Scudo nel Deserto), allo scadere dell'ultimatum imposto dalla coalizione di nazioni anti irachena, viene messa in atto l'Operazione Desert Storm (Operazione Tempesta nel Deserto).
La sopracitata pattuglia Bravo Two Zero, appartenente al SAS britannico e comandata dal sergente Andy McNab, ha l'arduo incarico di sabotare le linee telefoniche irachene e, nel contempo, di identificare le postazioni lanciamissili SS-1 Scud.
Partiti da una base angloamericana in territorio saudita, dopo essere atterrati nel cuore della notte da un elicottero Chinook da trasporto, i commando stabiliscono un punto d'osservazione sul territorio nordoccidentale dell'Iraq, intenta ad organizzarsi per localizzare i primi Scud. Il mattino successivo, la pattuglia scopre di essere circondata da nemici ignari della loro presenza, e, scoperta da un bambino pastore, rimane coinvolta in un violento combattimento con due mezzi corazzati (un veicolo da combattimento della fanteria BMP-1 e un veicolo da trasporto truppe BTR-60), riuscendo tuttavia a respingere gli iracheni.
I commando, oramai compromessi e sotto il fuoco di fanteria, blindati ed una batteria di cannoni antiaerei S-60, decidono di marciare per circa 200 chilometri sino alla Siria per trovare la salvezza, decimati dalle nevicate ed inseguiti dalle truppe nemiche.
Durante la marcia il sergente Vince Phillips morirà di ipotermia dopo essersi inavvertitamente separato dal gruppo con il caporale Chris Ryan e il soldato "Stan". Andy e i suoi commilitoni si ritrovano costretti a dirottare un taxi e, arrivati ad un posto di blocco, riescono a fuggire dopo una breve ma intensa sparatoria. Arrivano sulle rive dell'Eufrate e durante un assalto muore ucciso il soldato Bob Consiglio, mentre Steve "Legs" Lane muore di ipotermia dopo aver attraversato il fiume con il vicecaporale Ian "Dinger" Pring. A pochi passi dal confine, Andy, dopo essersi separato dal soldato Mark "Kiwi" credendolo morto, viene catturato da una pattuglia irachena e quindi posto sotto tortura per oltre un mese dai servizi segreti iracheni.
Andy, dopo essere stato scambiato per un israeliano, afferma di essere un paramedico incaricato di soccorrere i piloti abbattuti, ma gli iracheni non gli credono e lo sottopongono ad ulteriori pestaggi. Ma il sergente continua ad affermare di essere un soldato assegnato ad un plotone di fanteria incaricato dell'osservazione chiamato "Plotone di Osservazione Ravvicinata" (la storia di copertura), coprendo così la reale missione della squadra e trasferito in una prigione, probabilmente il carcere di Abu Ghraib (nel libro non viene mai specificato, ma viene invece detto nell'altro libro di McNab Plotone Sette), insieme a Dinger e Stan, quest'ultimo sopravvissuto alla nevicata.
McNab verrà infine rilasciato assieme a tre dei suoi commilitoni ("Dinger", Mark e "Stan") alla fine della guerra tornando sano e salvo a Stirling Lines di Hereford, in Inghilterra, mentre Chris Ryan sarà l'unico a raggiungere la Siria e a sfuggire alla cattura, dapprima finendo nelle mani dei servizi segreti militari siriani e venendo poi consegnato all'ambasciata britannica di Damasco.

## Edizioni
- Andy McNab, Pattuglia Bravo Two Zero, traduzione di Isabella Bolech Russo, Longanesi & C, 1997,  p. 382, ISBN 88-462-0076-4.

## Altri media
Del libro esiste un adattamento televisivo prodotto in Gran Bretagna dalla BBC nel 1999, dal titolo Bravo Two Zero, diretto da Tom Clegg e con Sean Bean nel ruolo del protagonista.